# Chemische Fabrik Aubing

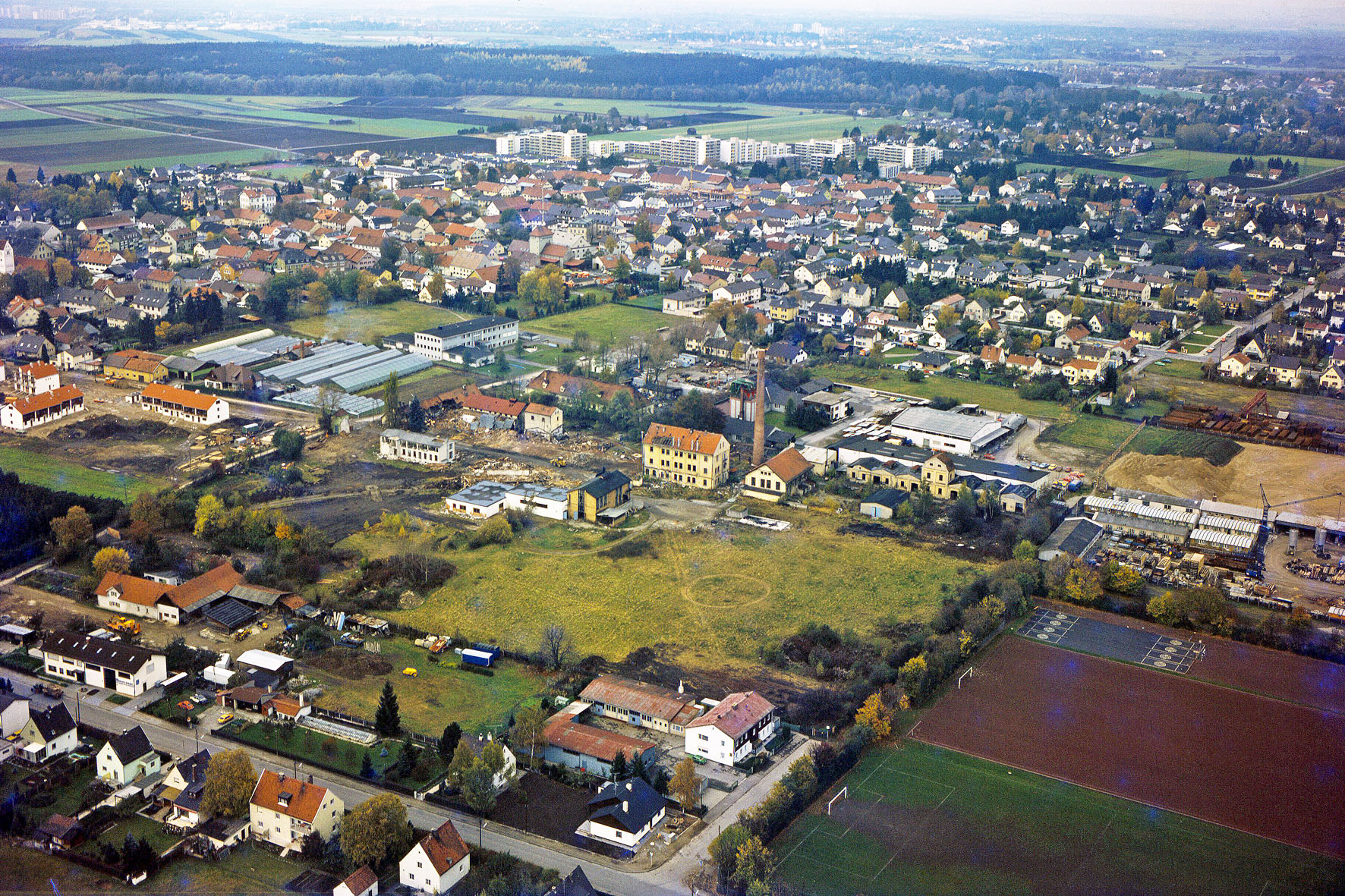
Chemische Fabrik Aubing beim Abbruch, 1980. Blick von Südosten nach Nordwesten. Links im Vordergrund die Aubing-Ost-Straße, rechts vorne eine noch existierende Sportanlage. Im Hintergrund die hohen Häuser der Wildenrother und Gilchinger Straße.

Logo der Chemischen Fabrik Aubing

Die Chemische Fabrik Aubing war bis 1978 eine chemische Fabrik in der Gemeinde Aubing, beziehungsweise seit 1942 im Stadtteil München-Aubing.
Es handelt sich um die vermutlich älteste Aubinger Industrieansiedlung. Sie erfolgte ab 1895 östlich des Aubinger Dorfkerns, also nördlich der Bahnstrecke München–Buchloe. Heute zeugen nur noch die dortigen Straßennamen Fabrikstraße und Industriestraße davon.
Die Landwirtschaftlich-Chemische Fabrik München Aubing vom jüdischen Kaufmann Julius Einhorn war der älteste Vorläufer der ab 1917 existierenden Chemischen Fabrik Aubing Dr. M. Bloch. Der Chemiker Dr. Moritz Bloch (1877–1942), Alleininhaber der Firma und auch an den Vorläuferfirmen beteiligt, war ein Wohltäter der Gemeinde. Er erhielt 1915 das Ehrenbürgerrecht. In den Jahren bis 1925 kam es zu zahlreichen baulichen Erweiterungen wie dem Bau eines Kesselhauses, einer Kantine, eines 55 Meter hohen Schornsteins und der Verlegung eines Gleisanschlusses an die genannte Bahnlinie. Produkte waren unter anderen Ceresin, Spezialklebstoffe, selbst entwickelte Tierarzneimittel, Salicylsäure, Acetylsalicylsäure (1938: 160 Tonnen), Phenacetin (34 Tonnen) und Acetanilid (5 Tonnen).
Moritz Bloch war jüdischer Abstammung. Nach der Machtergreifung der Nationalsozialisten konnte er seine Firma zunächst weiterführen. Am 7. November 1938 verübte der polnische Jude Herschel Grynszpan ein Attentat auf einen deutschen Diplomaten in Paris, das als Vorwand für die Novemberpogrome 1938 diente. Moritz Bloch und seinem Sohn Kurt Bloch (1905–1961) wurde ab dem 8. November verboten, das Firmengelände zu betreten. In der Folge musste er verkaufen und tat dies am 24. Januar 1939 an die Firmen Schering AG und Heyl & Co. (chemisch-pharmazeutische Fabrik in Berlin-Steglitz und Hildesheim) in Berlin. Mit Schering bestand bereits seit 1929 eine Zusammenarbeit. Der Kaufpreis wurde auf ein Sperrkonto überwiesen, von dem verschiedene Zwangsabgaben wie die Reichsfluchtsteuer beglichen wurden. Kurt Bloch emigrierte noch im Frühjahr 1939 nach England, Moritz Bloch emigrierte 1940 nach New York, wo er 1942 starb.
Kurt Bloch kehrte nach Kriegsende 1947 nach München zurück und bekam die Firma 1949 zurückübertragen. In den 1950er Jahren wurden neue Acetylsalicylsäure-Anlagen gebaut, ein Verwaltungsgebäude kam 1960 hinzu. In diesem Jahr hatte die Firma 121 Mitarbeiter, fast die Hälfte davon Frauen. Nach Kurt Blochs Tod 1961 ließ ein Testamentsvollstrecker die Firma zunächst fortführen, legte aber 1978 den Betrieb still und verkaufte das Gelände. Für die verbleibenden 36 Mitarbeiter wurde ein Sozialplan erstellt. Die Produktion der Tierarzneimittel übernahmen die Rütgerswerke AG Frankfurt, die die Verwaltung der neuen Firma Chemische Fabrik Aubing GmbH noch einige Zeit in ihrer Zweigstelle Chemische Fabrik Weyl in Pasing arbeiten ließ.